# Shotaro Ishinomori
Ishinomori Shotaro (石ノ森章太郎), (25 de janeiro de 1938 - 28 de janeiro de 1998) foi um mangaká japonês e uma das mais importantes figuras nos universos do mangá, anime e tokusatsu. Seu nome real era Onodera Shotaro (小野寺章太郎), e ele também era conhecido como Ishimori Shotaro (石森章太郎) até 1986, quando ele mudou seu último nome para Ishinomori. Inicialmente, almejava ser um romancista, foi o contato com Osamu Tezuka que o incentivou a seguir carreira no mundo do mangá, onde se tornou um dos autores de maior prestígio de todo Japão, sendo um dos mais famosos frequentadores da lendária pensão Tokiwa-so para jovens aspirantes a mangaká. Um museu do mangá foi erguido em sua homenagem na cidade de Ishinomaki, Miyagi, sua terra natal, em 2001.

## Vida e Obra
Ishinomori iniciou sua carreira como assistente de Osamu Tezuka, onde impressionou o seu mentor com um talento incomum para um garoto da sua idade e artista ainda amador. Mais tarde, ele decidiu seguir sua própria carreira e acabou se tornando uma lenda entre os cartunistas japoneses, sendo mais tarde conhecido como "O Rei do Mangá" em seu país de origem. Além de Tezuka, suas principais influências estão no cinema(conta-se que assistia a cerca de 500 filmes ao ano) e na literatura, em especial na ficção científica, pode-se observar claras inspirações em autores como Ray Bradbury, John Wyndham, Jack Finney, Edgar Rice Burroughs, Isaac Asimov, H. G. Wells, etc... Ishinomori foi um autor extremamente prolífico com mais de 750 títulos no currículo, o que lhe rendeu posição no Guiness Book como o quadrinista com maior número de trabalhos já publicados.
Nos anos 50, realizou adaptações de diversas obras literárias e contos de ficção científica. Se tornou famoso com Kaiketsu Harimao, herói malaio que lutava pela libertação de seu povo, oprimido por inescrupulosos tiranos do ocidente. O personagem também foi astro de um popular seriado de TV do início dos anos 60, precursor das famosas séries tokusatsu
Nos anos 60, seus trabalhos que mais se destacaram foram Cyborg 009 e Sabu to Ichi Torimono Hikae, os quais nunca deixou de publicar novos arcos de histórias até falecer em 1998. Outro trabalho bem conhecido foi Mutant Sabu, o primeiro a abordar o tema da parapsicologia e tendo como protagonista um garoto que usa de suas habilidades extra-sensoriais para enfrentar todo tipo de malfeitores. Na mesma linha surgiu Genma Taisen, obra realizada em conjunto com Kazumasa Hirai, famoso escritor de ficção científica conhecido no meio do mangá pela criação do Oitavo Homem. Outra obra de relevância foi Okashina Okashina Anoko, mangá repleto de muito humor que contava as aventuras de Etsuko, uma misteriosa garotinha descedente do ninja Sarutobi Sasuke, mais tarde a obra foi adaptada para TV pela Toei sob o título de Sarutobi Ecchan.
Os anos 70 foram uma época de ápice criativo para Shotaro Ishinomori, Skull Man, um mangá de apenas 100 páginas, se provou um tremendo sucesso e findou por dar origem a um dos maiores ícones pop do Japão, e talvez o trabalho mais conhecido de Ishinomori: Kamen Rider. Depois, Ishinomori ainda emplacaria mais uma vez criando Jinzo Ningen Kikaider, no qual presta tributo ao mangá Tetsuwan Atom(Astro Boy) de seu mentor Osamu Tezuka, tendo como inspiração o Pinóquio de Carlo Collodi e o Frankenstein de Mary Shelley. Com o estouro dos Henshin Heroes na TV japonesa, iniciado por Kamen Rider, nasceram também Inazuman, Henshin Ninja Arashi e Robot Keiji K, todos seguindo uma longa genealogia de heróis criados por Ishinomori e tendo seus títulos em mangá publicados ao mesmo tempo que suas respectivas séries de TV iam ao ar. No entanto, os mangás eram conhecidos por suas temáticas mais adultas e argumentos mais sólidos, sempre recheados com muito drama e conflitos psicológicos.
Ishinomori foi também responsável por inaugurar o gênero dos Super Sentai com suas séries Himitsu Sentai Goranger e JAKQ Dengekitai. Nos anos 80, lançou HOTEL, mangá vencedor de prêmios importantes e já até adaptado em uma telenovela de sucesso. Ainda viria a ser reconhecido pelo seu pioneirismo no desenvolvimento de mangás didáticos, dos quais se destacam Manga Nihon Keizai Nyuumon (Introdução a Ecônomia Japonesa em Mangá), traduzido para o inglês pelo próprio Ishinomori e utilizado como objeto de estudo na renomada Universidade da Califórnia, e Manga Nihon no Rekishi (A História do Japão em Mangá). Nos anos 90 foi contratado pela Nintendo Power para realizar a adaptação oficial em mangá do jogo The Legend of Zelda: A Link to the Past e deixou nas mãos do jovem mangáka Kazuhiko Shimamoto, o direito de produzir o revival de Skull Man, em uma sequência totalmente inédita.
No Brasil, suas séries mais conhecidas foram Kamen Rider Black, e Patrine, exibidas pela Rede Manchete; Machine Man transmitida pela Rede Bandeirantes e Rede Record; e Bicrossers pela Rede Globo, sendo todas dirigidas ao público infantil. Alguns ilustres desconhecidos também deram as caras na TV Tupi como Cyborg 009 e Esquadrão Arco-Íris. Mas talvez a obra mais representativa de Shotaro a chegar no Brasil tenha sido Cyborg 009 The Cyborg Soldier, readaptação de seu famoso mangá realizada em 2001 e também a mais fiel ao material original, infelzimente vítima de pouca repercussão quando exibido pelo Cartoon Network. Ghenma Wars, outro anime baseado nos mangás de Ishinomori, deu as caras no Animax, porém em versão repleta de cortes, o longa metragem baseado na mesma obra já havia sido antes exibido pelo Multishow nos anos 90. Por fim temos 009-1, que teve sua estéia no Animax em 2008.

## Estilo e Influência
Ishinomori foi uma das mais importantes figuras no mundo do mangá, desenhava cerca de 500 páginas ao mês e manteve-se ativo por seus mais de 40 anos de carreira, seu estilo único e sequência de quadros que transmitiam uma forma quase cinematográfica de expressão foram influência para todos os artistas que o procederam. Apesar de ter sido, incontestavelmente, um gênio, era sempre descrito como um senhor gentil e bem humorado, além de forte sentimento antimilitarista, consequência direta de sua juventude durante o período da Segunda Guerra Mundial. Go Nagai se tornou um de seus mais famosos aprendizes e hoje também é conhecido como um dos mestres da arte sequencial japonesa, Rumiko Takahashi dissera publicamente que Cyborg 009 fora o primeiro mangá que colocara em mãos e Katsuhiro Otomo criou sua obra-prima, Akira, inspirado por seus trabalhos, em especial, Genma Taisen. Shotaro Ishinomori figura como o segundo maior nome do mangá em todo Japão, ficando abaixo apenas de seu mentor Osamu Tezuka, cujo foi por diversas vezes comparado e até hoje é considerado o único mangaka que foi capaz de fazer frente ao consagrado "Deus" do Mangá.

## Morte e Obras Póstumas
Ishinomori morreu por complicações cardíacas no dia 28 de Janeiro de 1998. Seu último trabalho foi a série tokusatu para TV, Voicelugger, exibido postumamente meses depois. Deixara inacabados os mangás Cyborg 009, cujo final era prometido para 2000, a data prevista por Nostradamus para o fim do mundo, e HOTEL, que nunca cessou publicação desde os anos 80.
O trabalho de Ishinomori ganhou novo fôlego com a ajuda de seu filho, Akira Onodera, e o Character Design, Naoyuki Konno, que trabalharam juntos em Jinzo Ningen Kikaider - The Animation, Kikaider 01 The Animation, Kikaider vs Inazuman,Cyborg 009 The Cyborg Soldier e 009-1. O final da série Cyborg 009 The Cyborg Soldier foi baseado nos manunscritos finais deixados por Ishinomori como a conclusão de sua grande saga.

## Principais Trabalhos
Mangá
- Inazuman
- Kaiketsu Harimao
- Kamen Rider
- Kamen Rider Amazon
- Kamen Rider Black
- Ganbare!! Robocon
- Gilgamesh
- Okashina Okashina Anoko
- Omi Yasan
- Yureisen
- Green Glass
- Genshi Shonen Ryu
- Bancho Wakusei
- Genma Taisen
- Cyborg 009
- Sabu to Ichi Torimono Hikae
- Sarutobi Sasuke
- Fantasy World Jun
- Shin Genma Taisen
- Jinzo Ningen Kikaider
- Skull Man
- Tarao Bannai
- Sennome Sensei
- Genma Taisen Shinwa Zenya no Shou
- Kiniro no Me no Shoujo
- The Legend of Zelda: A Link to the Past
- DOG WORLD
- 009-1
- Shonen Domei
- Chikkun Takkun
- Tsukahara Bokuden
- Tonari no Tamageta-kun
- Donkikko
- HATAGO
- 808 Cho Hyori Kewaishi
- Sandarabocchi
- Himitsu Sentai Goranger
- Blue Zone
- Henshin Ninja Arashi
- Hokusai
- Hoshi no Ko Chobin
- HOTEL
- BonBon
- Wild Cat
- Manga Nihon Keizai Nyuumon
- Manga Nihon no Rekishi
- GR Number 5
- Starbow
- Earth Guard 7
- Miracle Giants Domu-kun
- Miyamoto Musashi
- Mutant Sabu
- Ryujin Marsh
- Ryu no Michi
- Robot Keiji K

Anime-TV
- Rainbow Sentai Robin - Esquadrão Arco-Íris no Brasil.
- Kaizoku Ouji
- Donkikko
- Cyborg 009
- Sabu to Ichi Torimono Hikae
- Sarutobi Ecchan
- Genshi Shonen Ryu
- Hoshi no Ko Chobin
- Tonari no Tamageta-kun
- Hyoga Senshi Gaislugger
- Cyborg 009 - Segunda série para TV, inédita no Brasil.
- Daikyouryu Jidai
- Chikkun Takkun
- Manga Nihon Keizai Nyuumon
- Miracle Giants Domu-kun
- Jinzo Ningen Kikaider The Animation
- Cyborg 009 The Cyborg Soldier
- Genma Taisen Shinwa Zenya no Shou
- Wonder Bebil-kun
- Gilgamesh
- 009-1
- Skull Man

Seriados e Tele-novelas
- Flower Action 009-1
- The Super Girl
- Jidaigeki Special: Sabu to Ichi Torimono Hikae
- Tamanegi Muitara
- Ganbare! Red Bickies
- Moero Attack
- Omi Yasan
- Yugen Jikko Sisters Shushutorian
- Soreyuke! Red Bickies
- HOTEL
- HOTEL Special '90
- HOTEL Special '91
- HOTEL Special '92 Haru Paris Hen
- HOTEL Special '92 Aki Hawaii Oahu-to Hen
- HOTEL Special '93 Aki Nagasaki Huistenbosch Hen Nesan Shinjiraremasen!
- HOTEL Special '94 Haru Hawaii Maui Island Hen Nesan Ijodesu! Kekkon Shinai Onna de Manshitsu
- HOTEL Special '95 Aki Nagasaki Huistenbosch Hen Nesan Shinjiraremasen!
- HOTEL Special '96 Aki Nagasaki Huistenbosch Hen Nesan Shinjiraremasen!
- HOTEL Special 2000
- HOTEL Special 2002
- Omi Yasan - Nova série.

Tokusatsu-TV
- Kaiketsu Harimao
- Kamen Rider
- Henshin Ninja Arashi
- Jinzo Ningen Kikaider
- Kamen Rider V3
- Robot Keiji K
- Kikaider 01
- Inazuman
- Kamen Rider X
- Inazuman Flash
- Kamen Rider Amazon
- Kamen Rider Stronger
- Himitsu Sentai Goranger
- Akumaizer 3
- Uchuu Tetsujin Kyodain
- Chojin Bibyun
- Kaiketsu Zubat
- Daitetsujin 17
- JAKQ Dengekitai
- Uchu Kara no Messeji Ginga Taisen
- Shin Kamen Rider
- Kamen Rider Super-1
- Seiun Kamen Machineman
- Kyodai Ken Bicrossers
- 10-gou Tanjou! Kamen Rider Zeninshugo!
- Kamen Rider Black
- Kamen Rider Black RX
- Voicelugger
- Kamen Rider Hibiki

Seriados Infantis
- Suki! Suki!! Majyo Sensei
- Ganbare!! Robocon
- Robo 110 Ban
- Domei Dori-chan
- Robo Hacchan
- Batten Robomaru
- Pettonton
- Dokincho! Nemurin
- Telemonja
- Katte ni! Kamitaman
- Morimori Bokkun
- Omoikkiri Tanteidan Hadogumi
- Jaaman Tanteidan Maringumi
- Bishojo Kamen Patrine
- Maho Shojo Chukana Pai-Pai
- Maho Shojo Chukana Ipanema
- Moero!! Robocon

Cinema
- Cyborg 009
- Cyborg 009 Kaiju Senso
- Sora Tobu Yureisen
- Kaitei Sanman Mile
- Go Go Kamen Rider
- Kamen Rider tai Shocker
- Kamen Rider tai Jigoku Taishi
- Tobidasu Jinzo Ningen Kikaider
- Kamen Rider V3 tai Destron Kaijin
- Go-nin Rider tai King Dark
- JAKQ Dengekitai vs Goranger
- Hachi-nin Rider tai Ginga-oh
- Cyborg 009 Chou Ginga Densetsu - Lançado no Brasil como "Cyborg 009 contra o monstro do mar"
- Genma Taisen - Exibido como "Harmagedon" pelo Multishow
- Kamen Rider Black: Onigajima he kyûkô seyo!
- Kamen Rider Black: Kyoufu! Akumatouge no kaijinkan!
- Kamen Rider: Sekai ni Kakeru
- Kamen Rider ZO
- Kamen Rider J
- Kamen Rider World
- Mechanical Violator Hakaider

OAV
- Bokura Managaka - Tokiwa So Monogatari
- 808 Cho Hyori Kewaishi
- Kamen Rider SD
- Shin Kamen Rider: Josho - Live Action lançado direto para Vídeo.
- Kikaider 01 The Animation
- Kikaider vs Inazuman

## No Brasil

### Mangás
Em 2020, em uma live do canal Universo HQ a editora Pipoca & Nanquim, anunciou que iria publicar o mangá Hokusai do autor. A publicação ocorreu em 2021, ano no qual também foram publicadas outras obras, como Kamen Rider, pela editora NewPOP, e The Legend of Zelda: A Link to the Past, da editora Panini
| Título                                  | Volumes | Inicio da Publicação | Editora          |
| --------------------------------------- | ------- | -------------------- | ---------------- |
| Hokusai                                 | 1       | Abril de 2021        | Pipoca & Nanquim |
| Kamen Rider                             | 3       | Maio de 2021         | NewPOP           |
| The Legend of Zelda: A Link to the Past | 1       | Outubro de 2021      | Panini           |
| Kamen Rider Black                       | 3       | Março de 2022        | NewPOP           |
| Musashi                                 | 1       | Dezembro de 2022     | Pipoca & Nanquim |

Em Fevereiro de 2022, a editora NewPOP anunciou que lançará Himitsu Sentai Gorenger